# جيم راي (لاعب كرة سلة)
جيم راي (12 يناير 1934 في الولايات المتحدة - ) (بالإنجليزية: Jim Ray)‏ هو لاعب كرة سلة أمريكي في مركز هجوم خلفي. لعب مع فيلادلفيا سفنتي سيكسرز.

## وصلات خارجية
- جيم راي على موقع إن بي أي (الإنجليزية)
- جيم راي على موقع سبورتس رفرنس (الإنجليزية)
- جيم راي على موقع كلية كرة السلة في سبورتس رفرنس.كوم (الإنجليزية)
- جيم راي على موقع ريلجم (الإنجليزية)
- جيم راي على موقع بروبوليرز (الإنجليزية)